# Frederick Stevens (homme politique)
Pour les articles homonymes, voir Frederick Stevens et Stevens.
Frederick Clement Stevens, né le 1er janvier 1861, à Boston aux États-Unis, et mort le 1er juillet 1923, à Saint-Paul aux États-Unis, est un homme politique, ancien représentant à la Chambre pour le Minnesota.

## Études et carrière professionnelle
Stevens est né à Boston, dans le Massachusetts. Il déménage avec ses parents à Searsport dans le Maine et fréquente les écoles communes (en) de Rockland. Il est diplômé du Bowdoin College de Brunswick en 1881 puis suit des cours de droit à Bangor. En 1884, il obtient son diplôme de droit à l'université de l'Iowa à Iowa City. Il est admis au barreau la même année et commence à pratiquer à Saint-Paul au Minnesota.

## Carrière politique
Stevens est membre de la chambre des représentants du Minnesota de 1888 à 1891 puis est élu républicain à la chambre des représentants des États-Unis du 4 mars 1897 au 3 mars 1915. En 1914, il est le principal porte-parole républicain à la Chambre pour le projet de loi, finalement promulgué pour devenir le Federal Trade Commission Act (en). Il est candidat malheureux en 1914 à sa réélection pour un dixième mandat au 64ème congrès.

## Fin de vie
Stevens reste avocat jusqu'à sa mort à Saint-Paul. Il est enterré au Cimetière Oakland de Saint-Paul.

## Source
- (en) Cet article est partiellement ou en totalité issu de l’article de Wikipédia en anglais intitulé « Frederick Stevens (American politician) » (voir la liste des auteurs).